# غورشيتشنويي (كورسك)
غورشيتشنويي (بالروسية: Горшечное) هي مدينة في مقاطعة كورسك أوبلاست في روسيا.
يبلغ عدد سكانها حوالي 6278 نسمة.